# Bizas

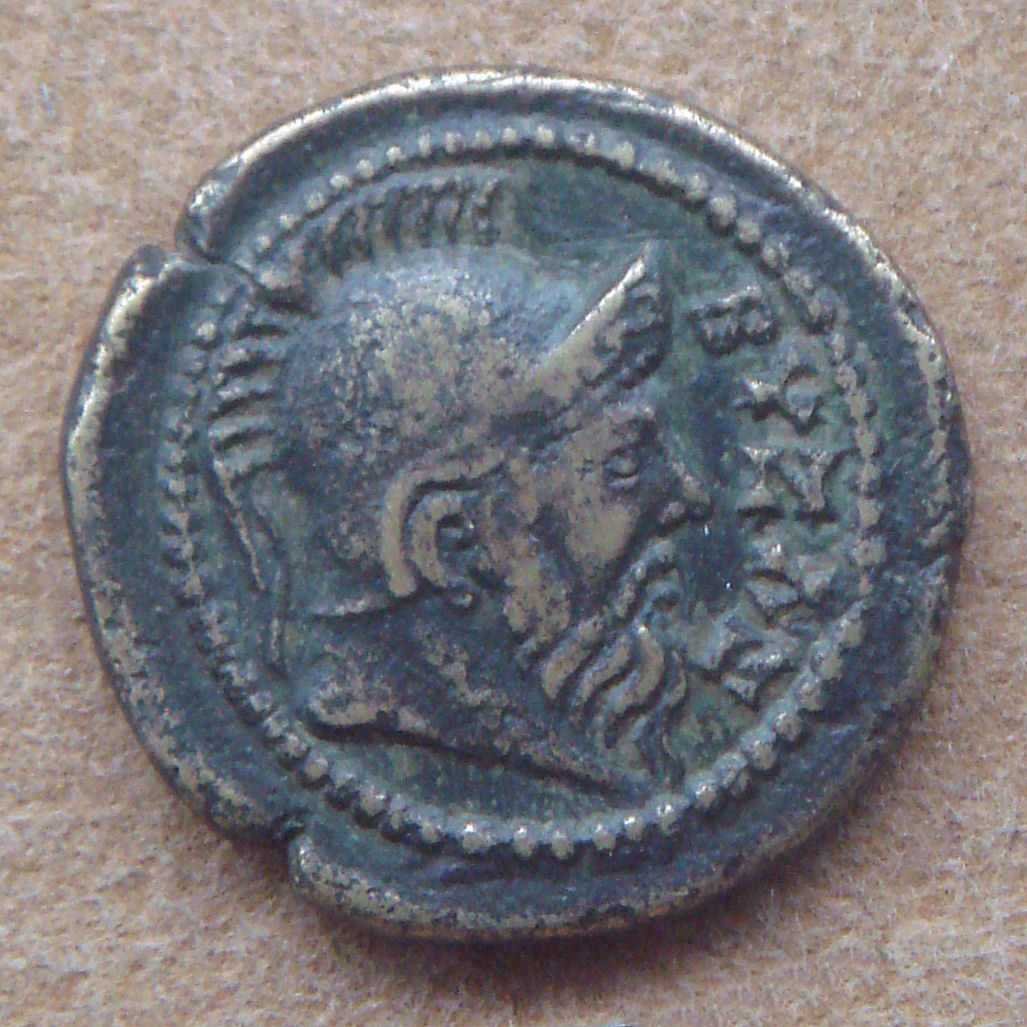
Moeda com representação idealizada de Bizas, o lendário fundador de Bizâncio, na época do imperador Marco Aurélio (161–180).

Bizas (em grego Βύζας, Βύζαντας), segundo uma antiga lenda grega, foi o fundador de Bizâncio, cidade que em 330 seria rebatizada de Constantinopla, e depois em 1930 Istambul.